# Darvoy
Darvoy – miejscowość i gmina we Francji, w Regionie Centralnym, w departamencie Loiret.
Według danych na rok 1990 gminę zamieszkiwały 1694 osoby, a gęstość zaludnienia wynosiła 197 osób/km² (wśród 1842 gmin Centre, Darvoy plasuje się na 234. miejscu pod względem liczby ludności, natomiast pod względem powierzchni na miejscu 1219.).